# 旗標
旗標（英語：flag）在程式設計是指儲存有分配意義的2進位值或編碼之暫存器。通常見於已定義的資料結構之中，像是資料庫欄位，包含在旗標內的欄位值的含意，往往被定義在與資料結構有關的部分。許多情況下，一個旗標的二進位值將被解讀為代表一或多個階段或狀態。在其他情況，二進位值可能代表位元欄（bit field）的一或多個屬性，該位元欄通常與屬性或權限有相關，如「可被寫入至」或「可被刪除」。許多其他含意也可以被分配至旗標值。